# Iwan Alexejewitsch Schidkow

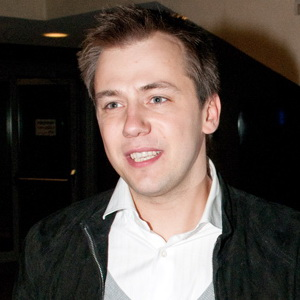
Iwan Alexejewitsch Schidkow (2010)

Iwan Alexejewitsch Schidkow (russisch Иван Алексеевич Жидков, wiss. Transliteration Ivan Alekseevič Židkov; * 28. August 1983 in Swerdlowsk, Oblast Swerdlowsk, RSFSR, Sowjetunion) ist ein russischer Schauspieler.

## Leben
Schidkow wurde am 28. August 1983 in Swerdlowsk, dem heutigen Jekaterinburg, geboren. 2004 machte er einen Schauspielabschluss an der Theaterhochschule des Moskauer Tschechow-Theaters und war anschließend bis 2007 am Moskauer Theater unter der Leitung von Oleg Pawlowitsch Tabakow und am Moskauer Tschechow-Kunsttheater beschäftigt. Er war von 2008 bis 2013 mit der russischen Schauspielerin Tatjana Albertowna Arntgolz verheiratet. Die beiden haben eine gemeinsame Tochter.
Zu Beginn des 21. Jahrhunderts übernahm Schidkow erste Rollen in Film- und Serienproduktionen. 2005 spielte er in 19 Episoden der Fernsehserie Soldaten die Rolle des Soldaten Samsonow. Er verkörperte 2009 im Film Schwarzer Blitz die Rolle des Max. Im Folgejahr war er im Film Der Elefant in einer Nebenrolle und im Fantasyfilm Dark World – Das Tal der Hexenkönigin in der männlichen Hauptrolle des Kostja zu sehen. Es folgten Besetzungen in russischen Fernsehfilmen sowie wiederkehrende Rollen in Fernsehserien wie 2012 in Schwalbennest und 2014 in Gjultschatai.

## Filmografie (Auswahl)
- 2003: The Taurus Constellation (V sozvezdii byka/В созвездии быка)
- 2005: On Upper Maslovka Street (Na Verkhney Maslovke/На Верхней Масловке)
- 2005: Soldiers (Soldaty/Солдаты, Fernsehserie, 19 Episoden)
- 2006: War Fighter (Grozovye vorota/Грозовые ворота, Fernsehserie, 4 Episoden)
- 2008: God’s Smile (Ulybka Boga, ili Chisto odesskaya istoriya/Ход котом, или Чисто одесская история)
- 2009: Schwarzer Blitz (Tschornaja molnija/Чёрная молния)
- 2010: The Elephant (Slon/Слон)
- 2010: Dark World – Das Tal der Hexenkönigin (Temnyy mir/Тёмный мир)
- 2011: My Dear Daughter (Dorogaya moya dochenka/Дорогая моя доченька, Fernsehfilm)
- 2012: Lastochkino gnezdo (Ласточкино гнездо, Fernsehserie, 12 Episoden)
- 2014: Fraternal Ties (Bratskie uzy/Братские узы, Fernsehfilm)
- 2014: Gyulchatay (Гюльчатай, Fernsehserie, 16 Episoden)
- 2022: Khronos (Хронос)